# Pachysticus
Pachysticus is een kevergeslacht uit de familie van de boktorren (Cerambycidae). De wetenschappelijke naam van het geslacht werd voor het eerst geldig gepubliceerd in 1889 door Fairmaire.

## Soorten
Pachysticus omvat de volgende soorten:
- Pachysticus adlbaueri Vives, 2004
- Pachysticus crassipes Fairmaire, 1889
- Pachysticus jenisi Vives, 2004
- Pachysticus minutus Vives, 2004
- Pachysticus morosus (Fairmaire, 1894)
- Pachysticus nigrofasciatus Vives, 2004
- Pachysticus peyrierasi Villiers, Quentin & Vives, 2011